# Burh

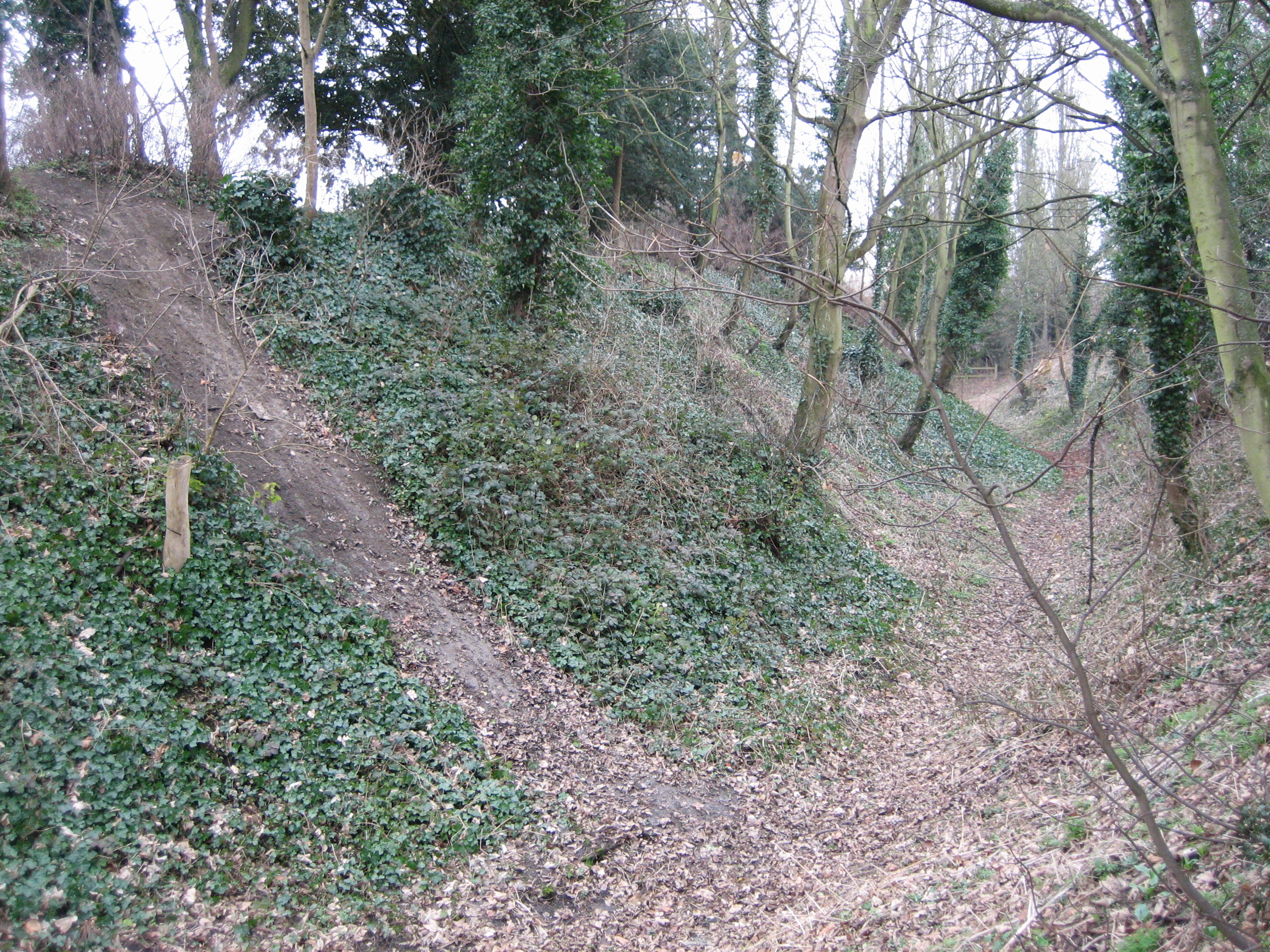
De burh-wall in Wallingford.

Een burh is een Oudengelse naam voor een versterkte town of andere verdedigde plaats. Een burh bevindt zich soms op een heuvelfort, maar is altijd bedoeld als een plaats van permanente bewoning.

## Geschiedenis
De oorsprong van de burh ligt in de militaire verdediging, Het vertegenwoordigde slechts een fase, maar wel eentje van vitaal belang, in de evolutie van de middeleeuwse Engelse borough en van de middeleeuwse stad, beweerde H.R. Loyn. De grenzen van het oude burhs zijn vaak nog zichtbaar in de moderne stedelijke grenzen van boroughs.
De meeste burhs werden door Alfred de Grote gesticht in een bewust gepland beleid, dat onder zijn zoon Edward de Oudere en diens dochter, Æthelflæd, de "Vrouwe der Mercianen" en haar man Æthelred werd voortgezet; het Mercische Register vertelt over de bouw van tien burhs door Æthelflæd, waaronder enkele belangrijke als Tamworth en Stafford, maar ook van andere burhs, die nu niet meer identificeerbaar zijn. Sommige werden gesticht op reeds bestaande Romeinse structuren, sommige werden nieuw gebouwd, hoewel sommige misschien ook later kunnen zijn gebouwd. Æthelstan verleende deze burhs het muntrecht; in de tiende en elfde eeuw was het een vaste regel dat muntslag buiten de grenzen van een burh verboden waren.
Een 10e-eeuws document, de Burghal Hidage somt 30 burhs op in Wessex en drie in Mercia (toen onder de heerschappij van de West-Saksische koningen). Deze burhs werden gebouwd om de regio te verdedigen tegen Vikinginvallen.
Slechts acht van deze burhs bereikten in de middeleeuwen gemeentelijke status: Chester, Bridgnorth, Tamworth, Stafford, Hertford , Warwick, Buckingham en Maldon. De grootsten waren Winchester, Warwick en Wallingford. Wallingford en Wareham zijn de best bewaard gebleven voorbeelden; grote greppels en banken zijn hier nog steeds zichtbaar. Er wordt geschat dat de constructie van de 2,7 kilometer lange burh van Wallingford meer dan 120.000 manuren zou hebben gekost. Burh towns hadden meestal een regelmatig stratenpatroon. Sommige van die stratenpatronen zijn tot de huidige dag  bewaard gebleven.

## Voetnoten
1. ↑  "It represented only a stage, though  a vitally important one, in the evolution of the medieval English borough and of the medieval town", Loyn, Anglo-Saxon England and the Norman Conquest, 2e editie 1991, blz. 138.
2. ↑  Loyn 1991, blz. 138
3. ↑   Loyn, 1991, blz. 137e.v.
4. ↑  Loyn,  1991, blz. 139 e.v. merkt Tait op